# Établissements Robergel

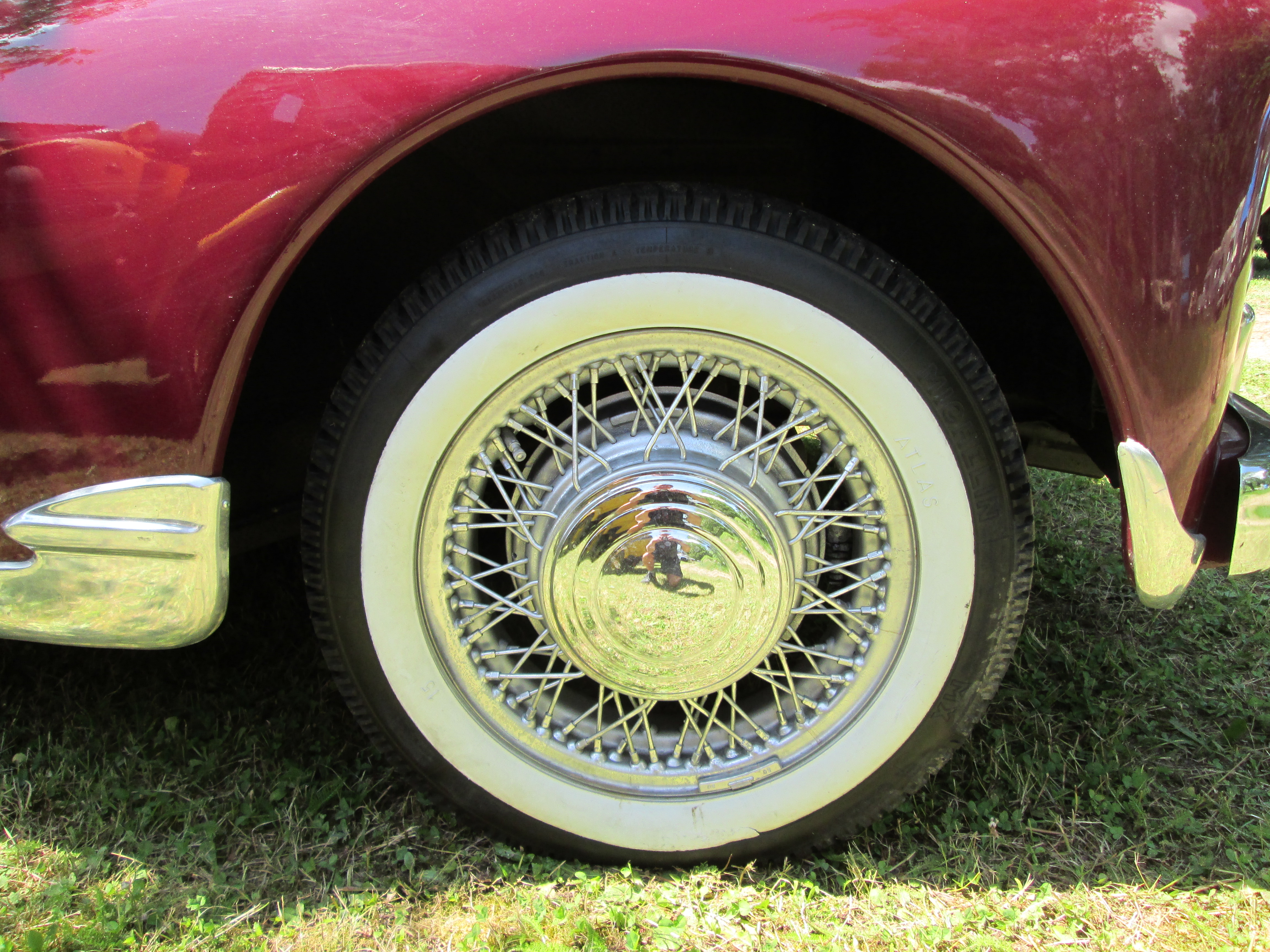
Roue Robergel montée sur une Peugeot 203 Cabriolet.

Les Établissements Robergel ont été créés pour réaliser des travaux de fonderies et des roues à rayons pour les cycles et les voitures de sport et de luxe. 
L'innovation venait du fait que le moyeu était boulonné et non monté sur un moyeu cannelé comme les moyeux Rudge. Ils s'adaptaient ainsi à chaque véhicule (fixation par deux, trois, quatre ou cinq boulons).
L'adresse parisienne était établie à Montreuil-sous-Bois, 81 rue Marceau.
L'entreprise a été fermée le 25 décembre 1984.

## Production
La production avait lieu sur la commune de Perruel, au lieu-dit Les Câbles, dans le département de l'Eure dans une ancienne usine de filature de coton,. Les laminés de cuivre et de laiton nécessaires aux diverses fabrications provenaient des usines de Navarre à Évreux.
La production consistait en la fabrication des produits suivants :
- roues à rayons pour les automobiles suivantes :

Simca Aronde, Plein Ciel, Océane, Chambord ;
Peugeot 203, 403, 404 ;
Facel Vega : FV1, FV2, FV3, FV4 ;
Ford Comète ;
Renault 4CV, Frégate, Dauphine, Floride ;
Salmson 2300 ;
Volvo P1800 ;
- rayons et écrous pour les cycles :

Peugeot PX 50 ;
Cycles Jacques Anquetil ;
- enjoliveurs en alliage léger pour diverses voitures.

## Galerie

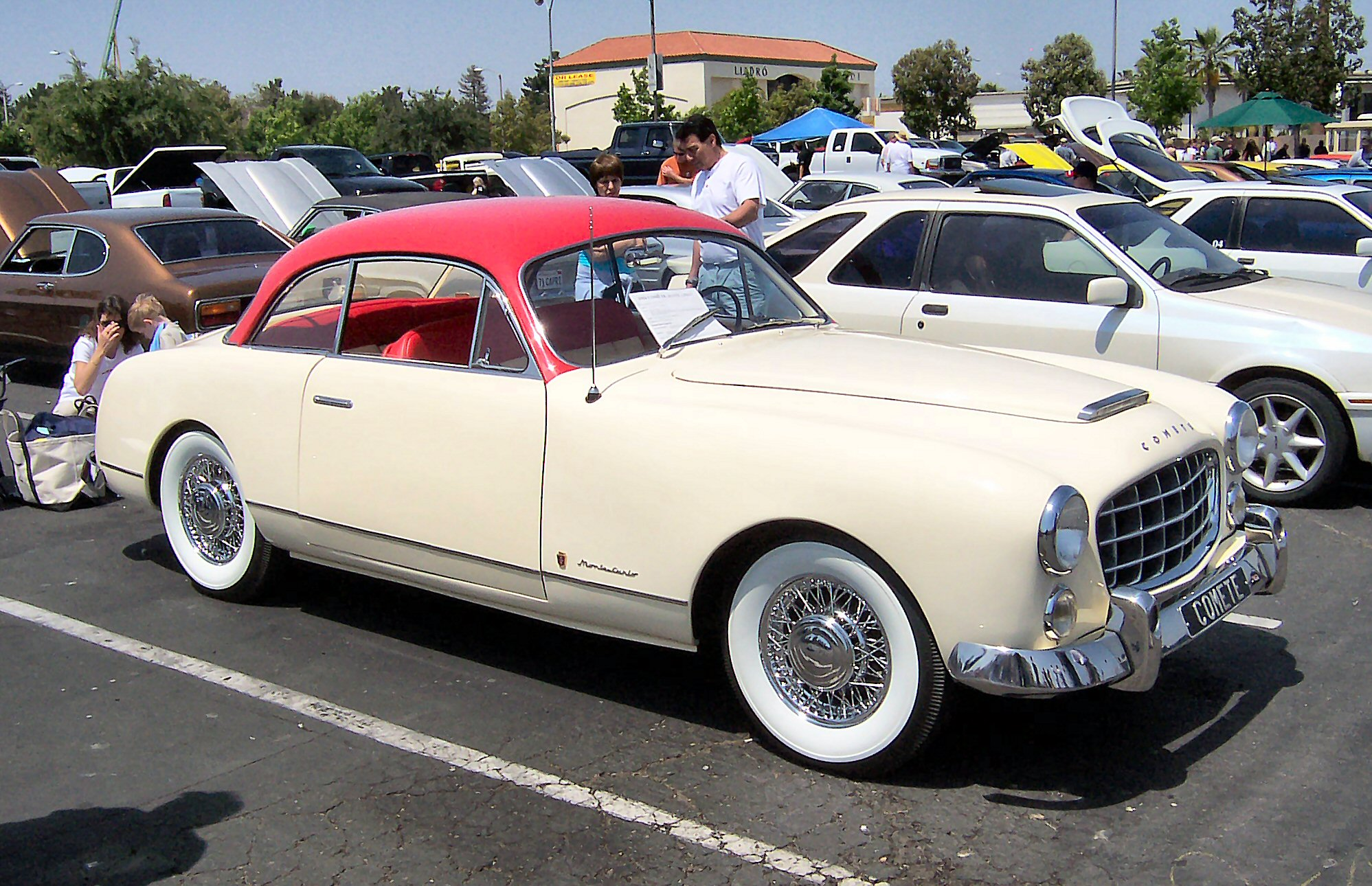
Ford Comète équipée de roues Robergel.
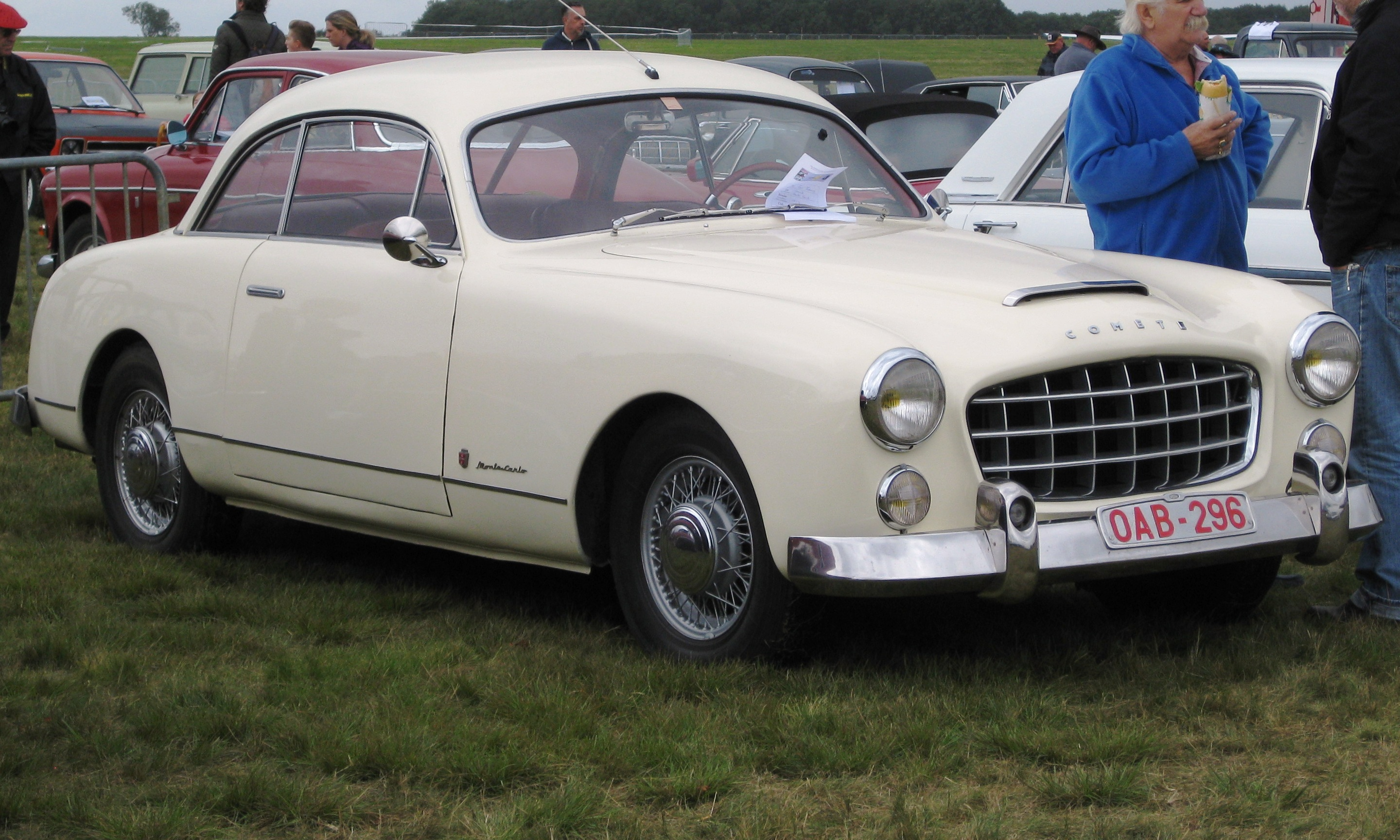
Ford Comète « Monte Carlo » de 1954 équipée de roues Robergel.
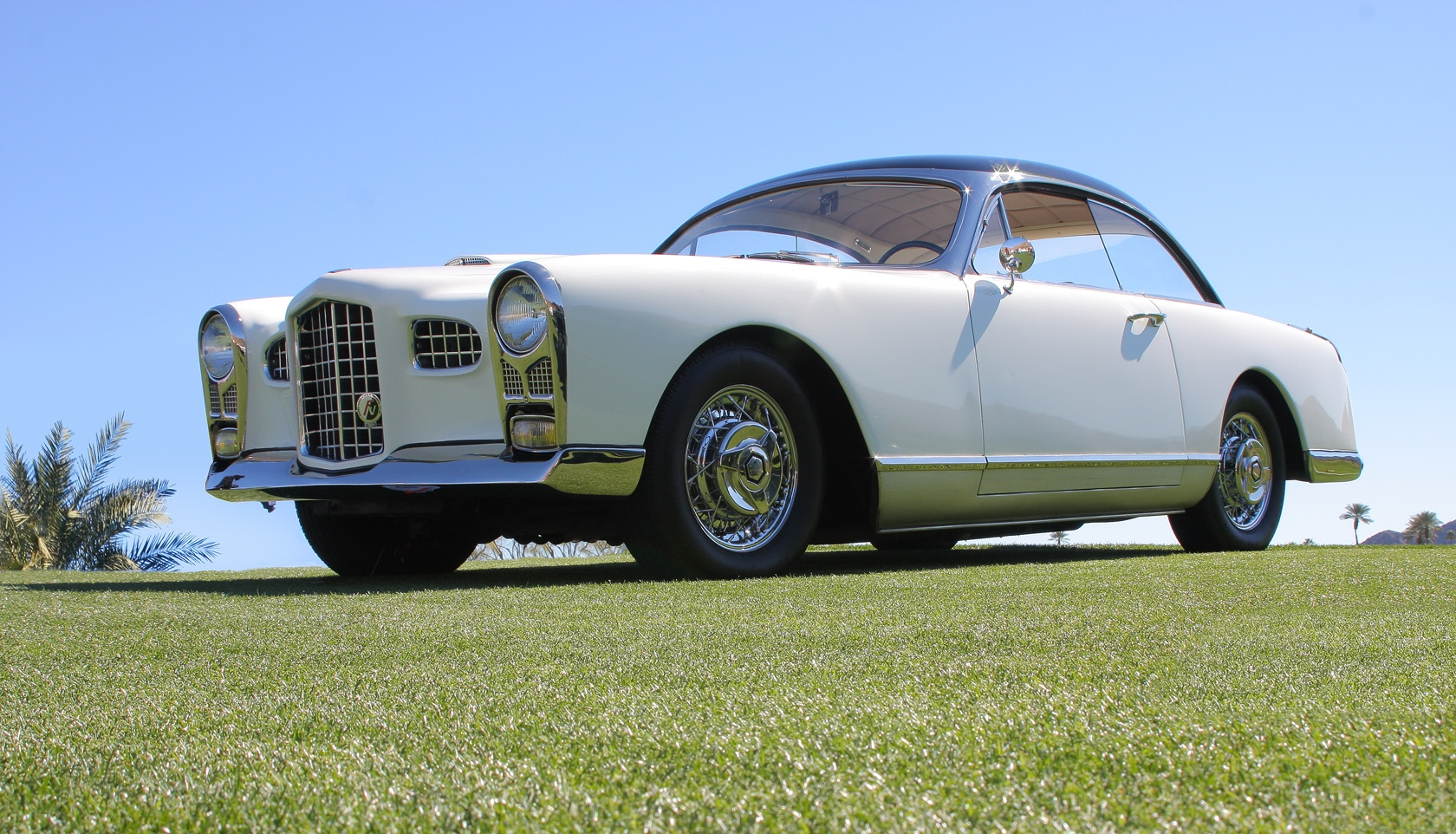
Facel-Vega de type FV1 de 1955 équipée de roues Robergel.
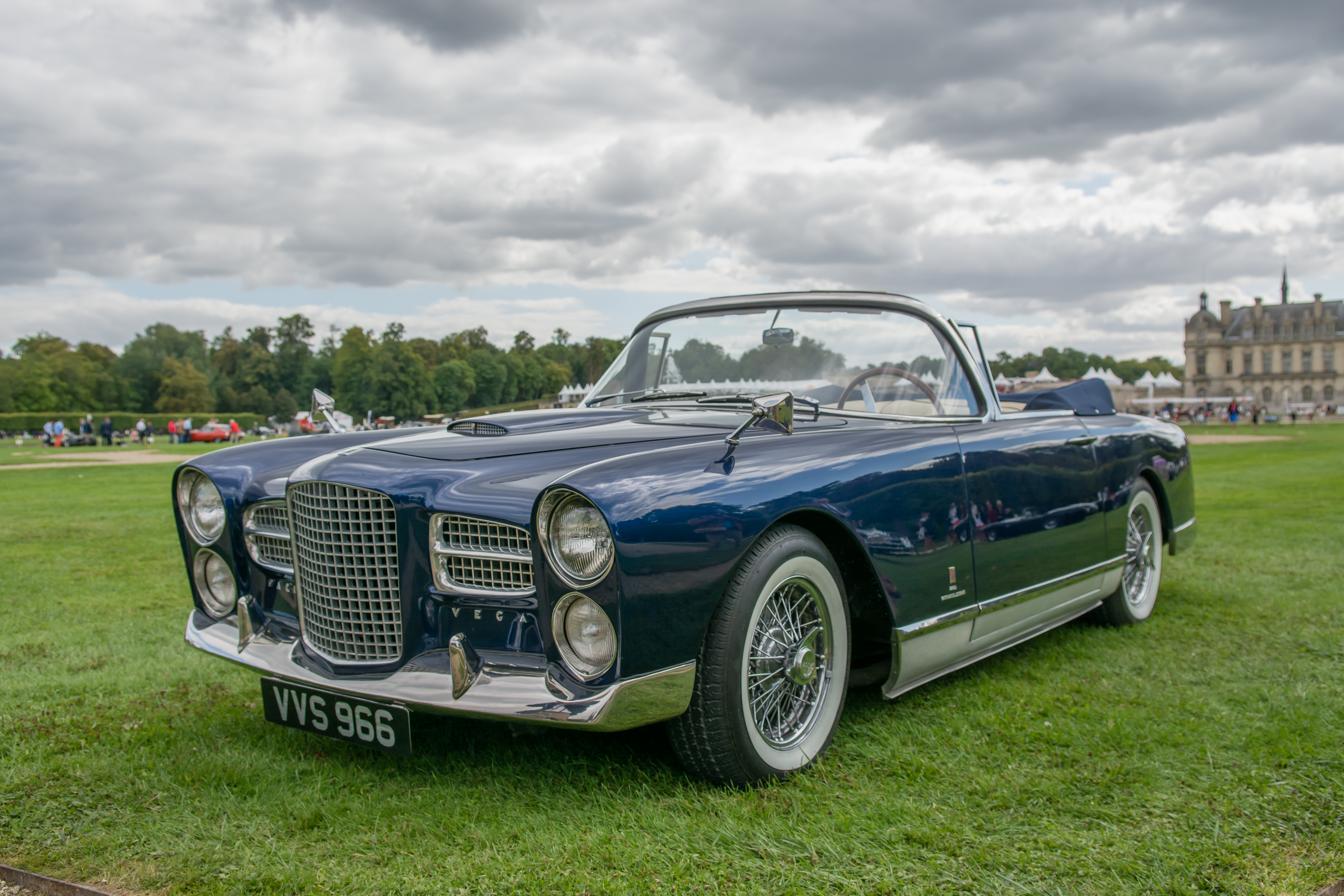
Facel-Vega FV 2B Cabriolet de 1957 équipée de roues Robergel.
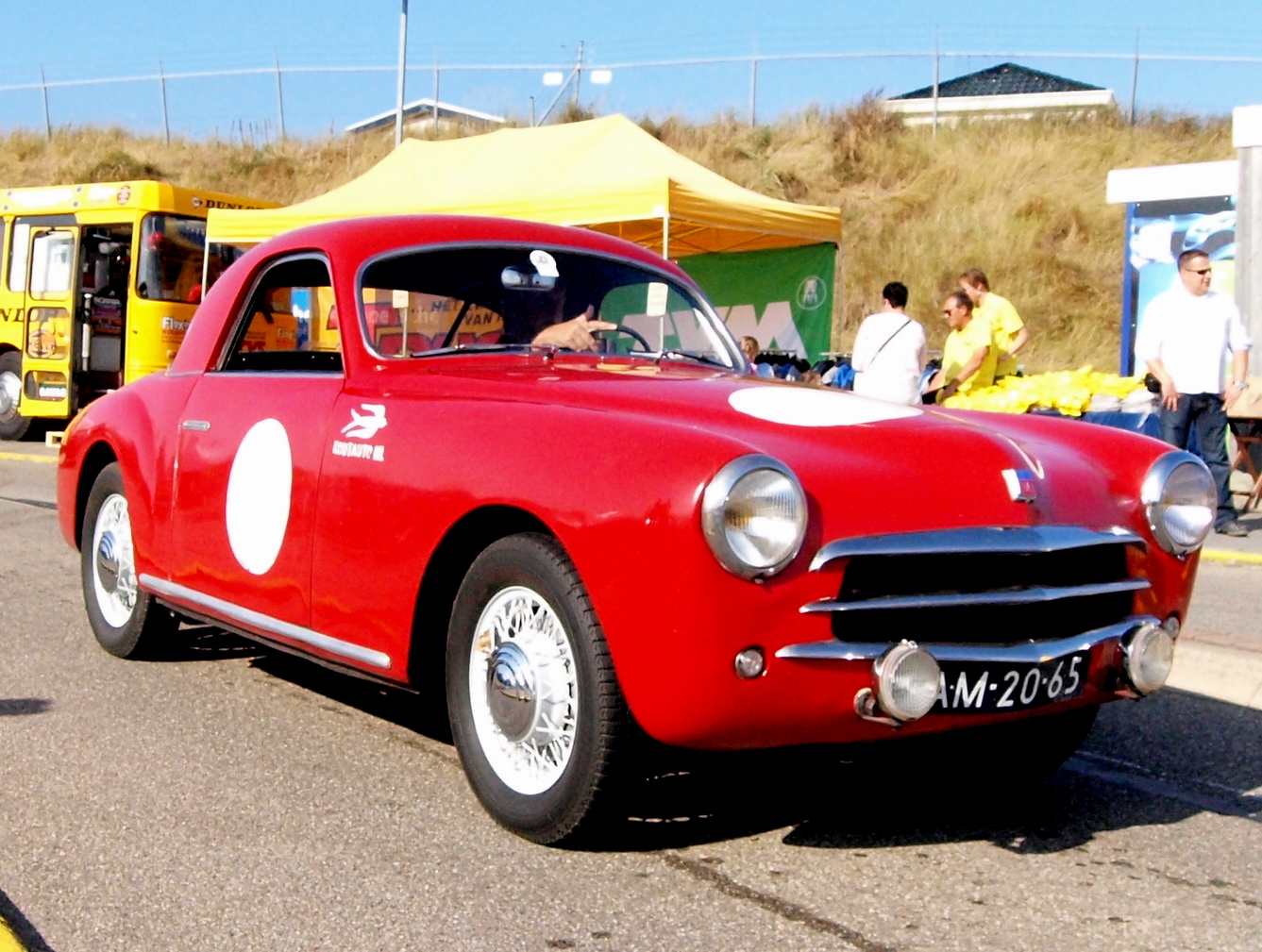
Simca 9 Coupé équipé de roues Robergel.
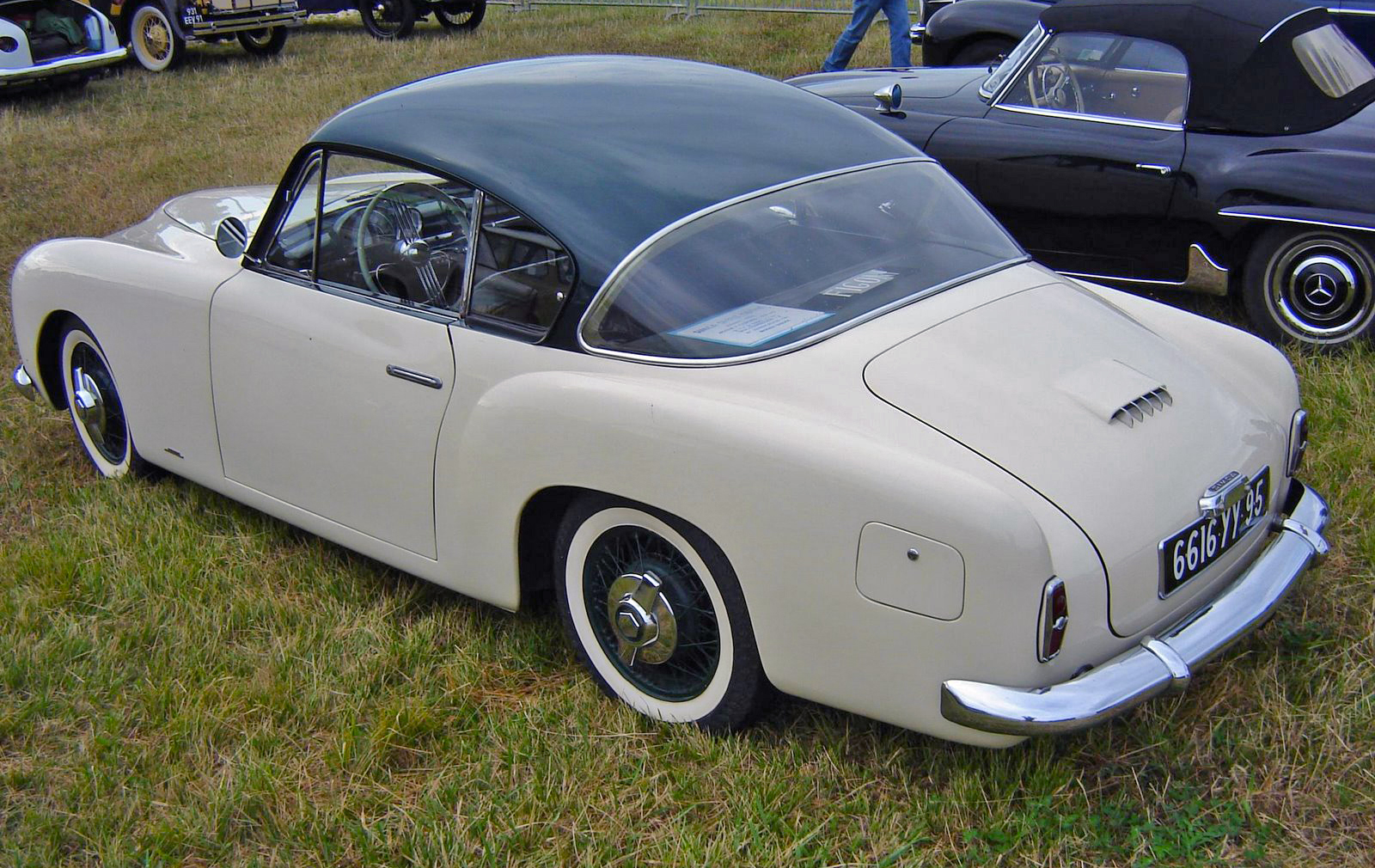
Simca 9 Sport carrossée par Figoni et Falaschi, équipée de roues Robergel.
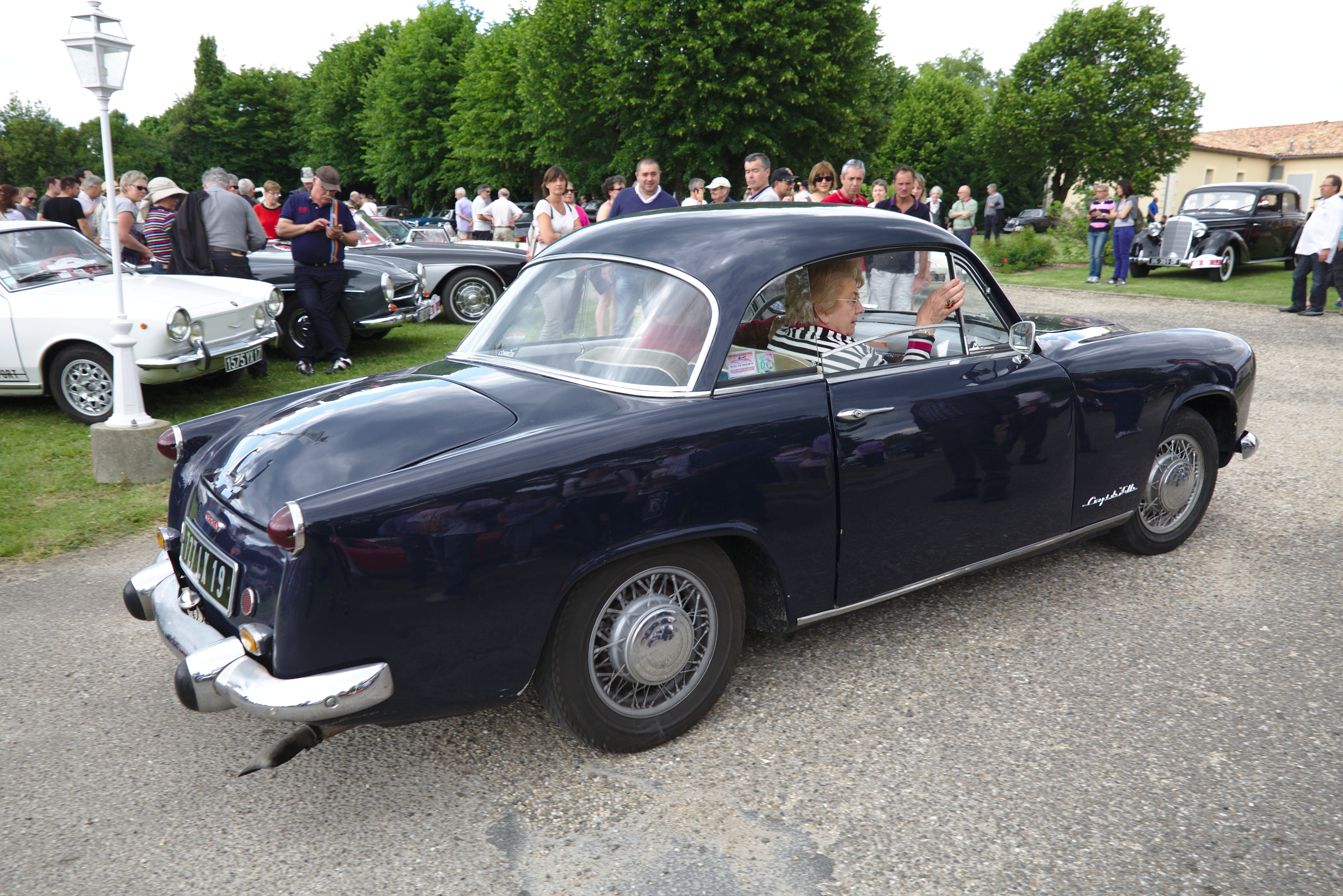
Simca « Coupé de Ville » équipé de roues Robergel.
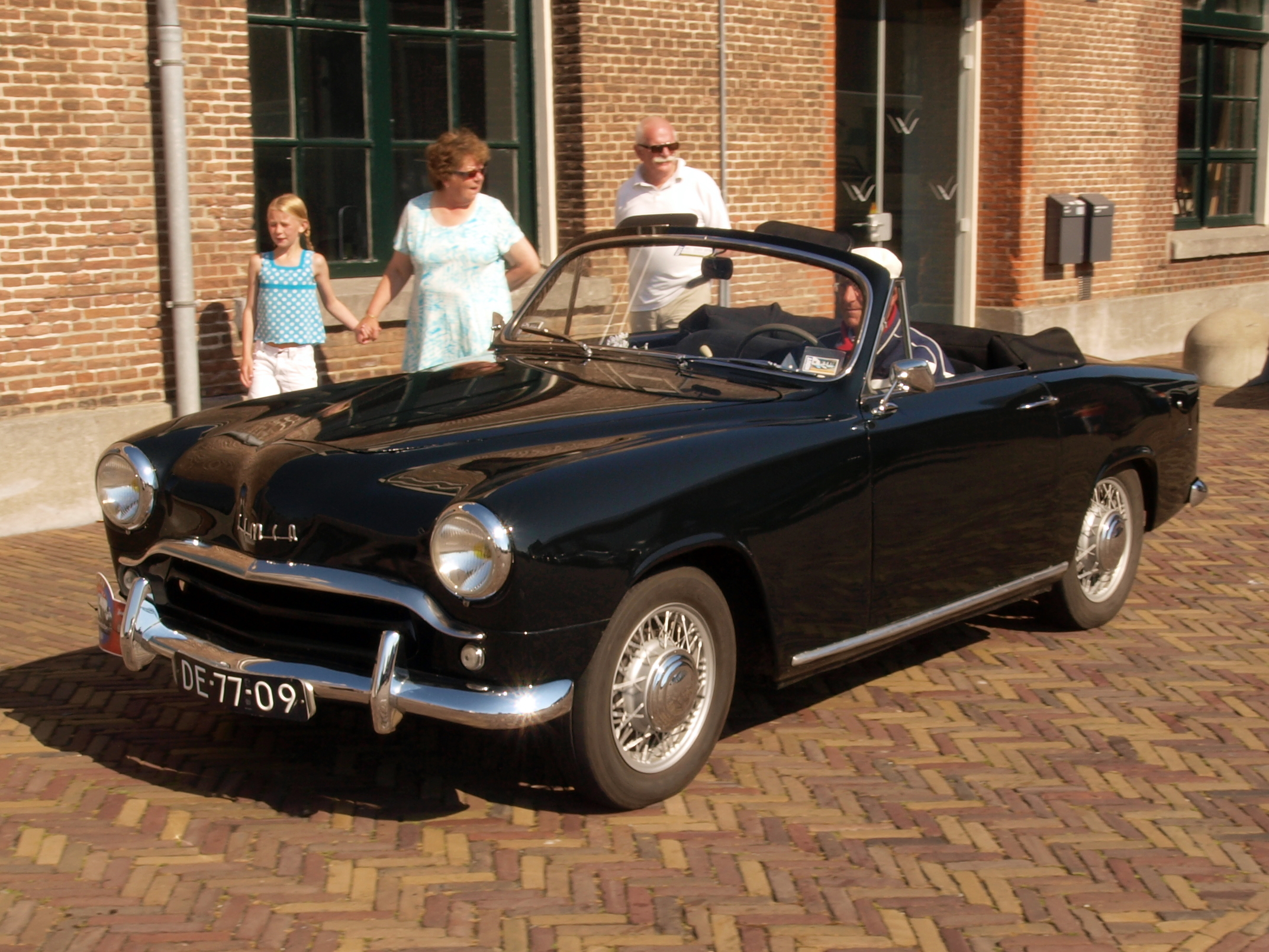
Simca Aronde 90G de 1955, cabriolet « week end », équipée de roues Robergel.
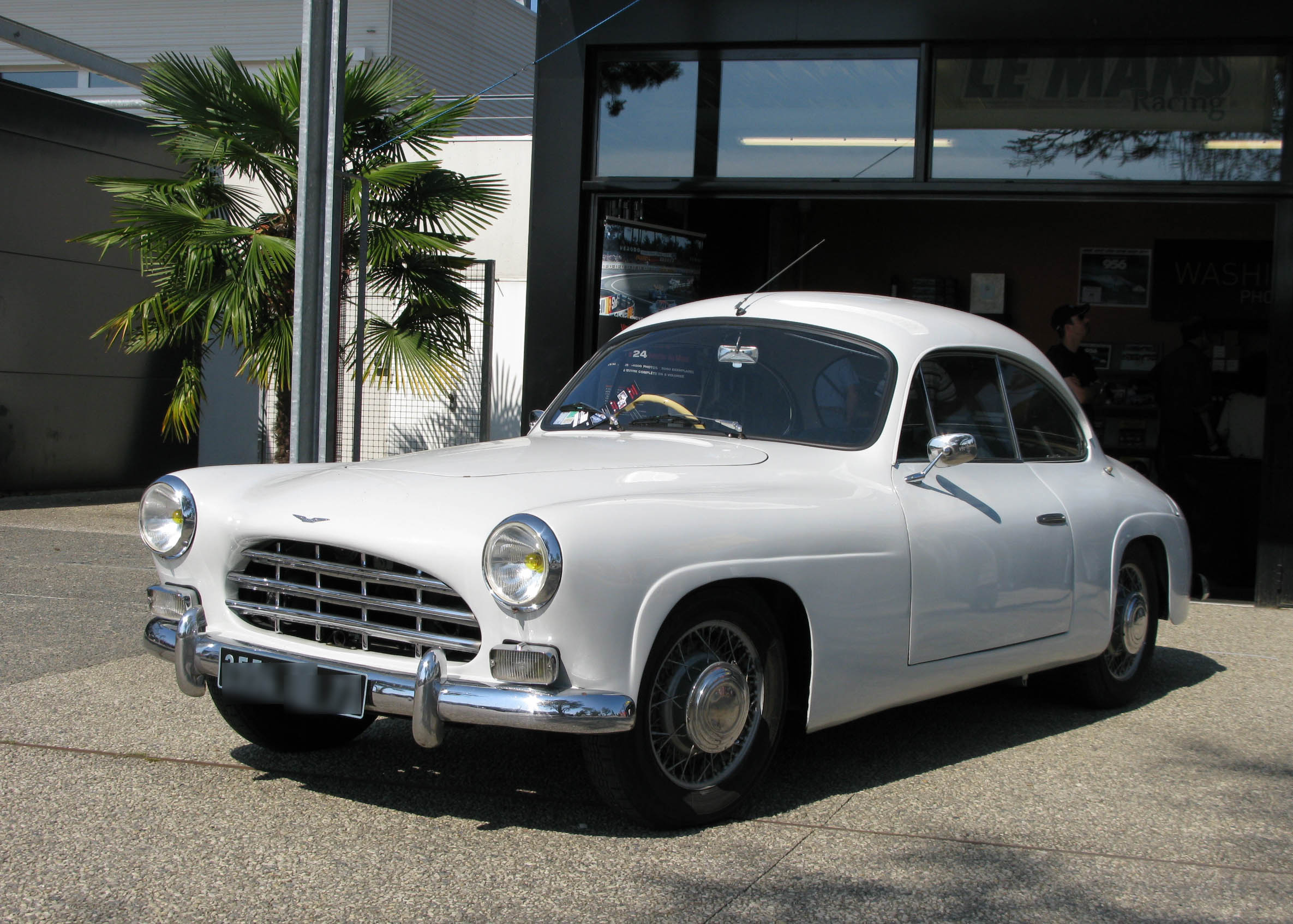
Salmson 2300 Coupé équipé de roues Robergel.
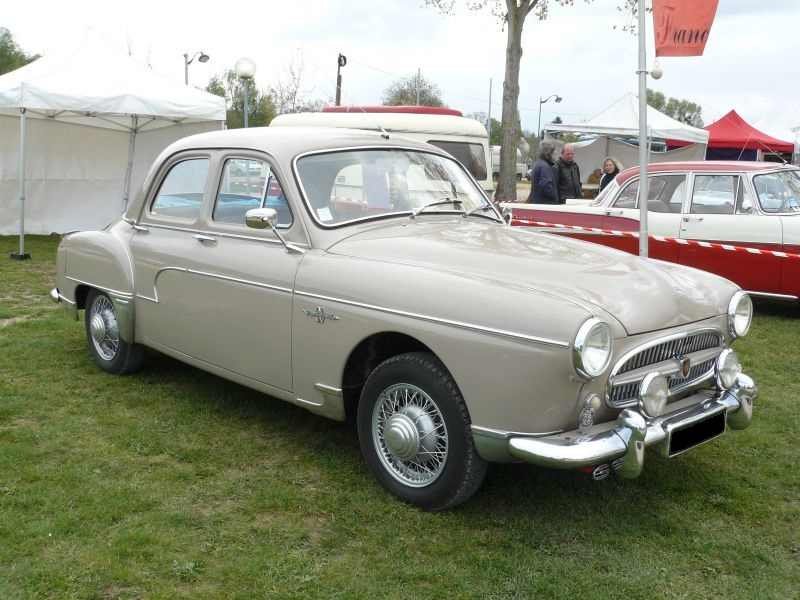
Renault Frégate équipée de roues Robergel.
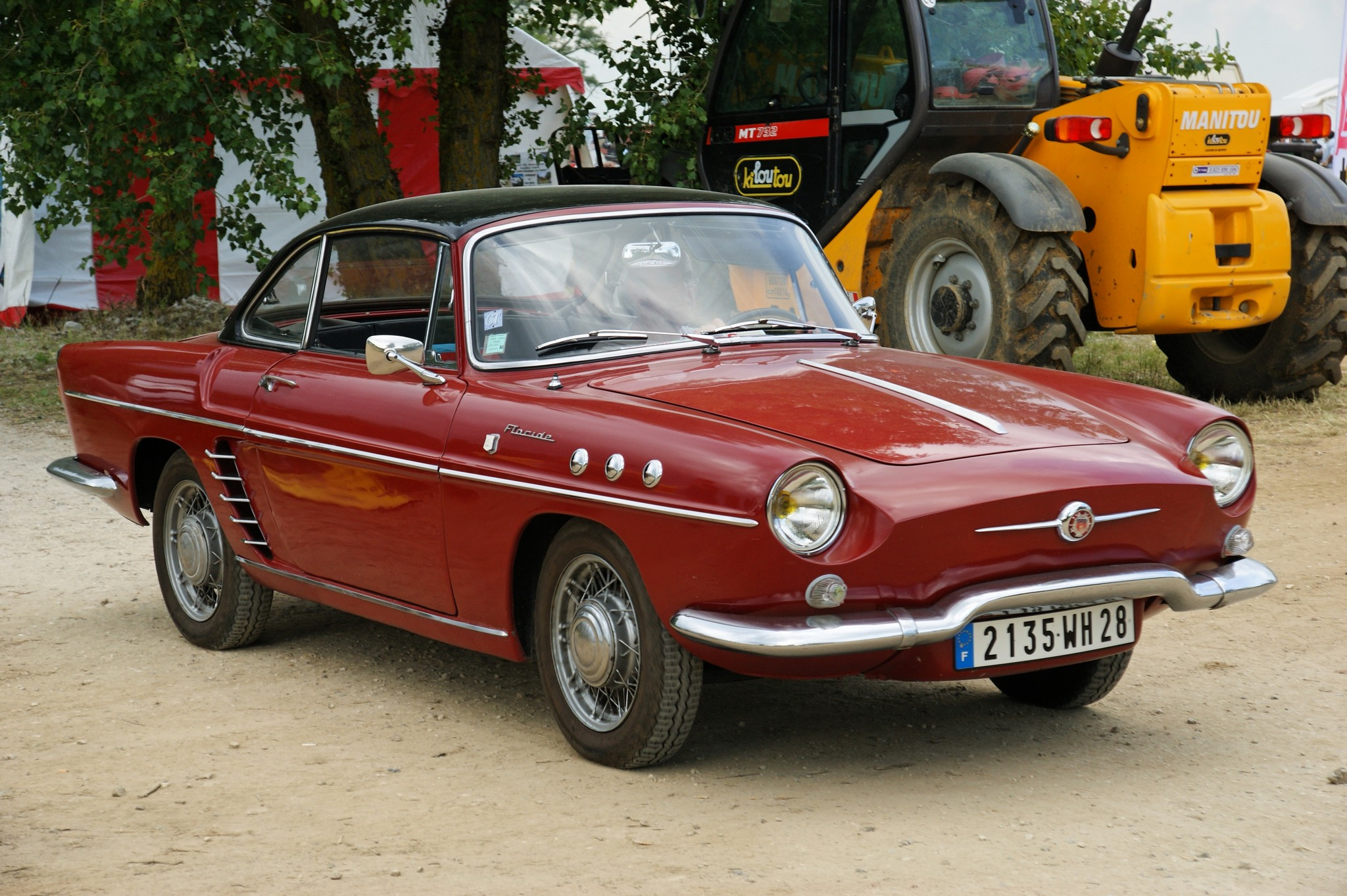
Renault Floride équipée de roues Robergel.
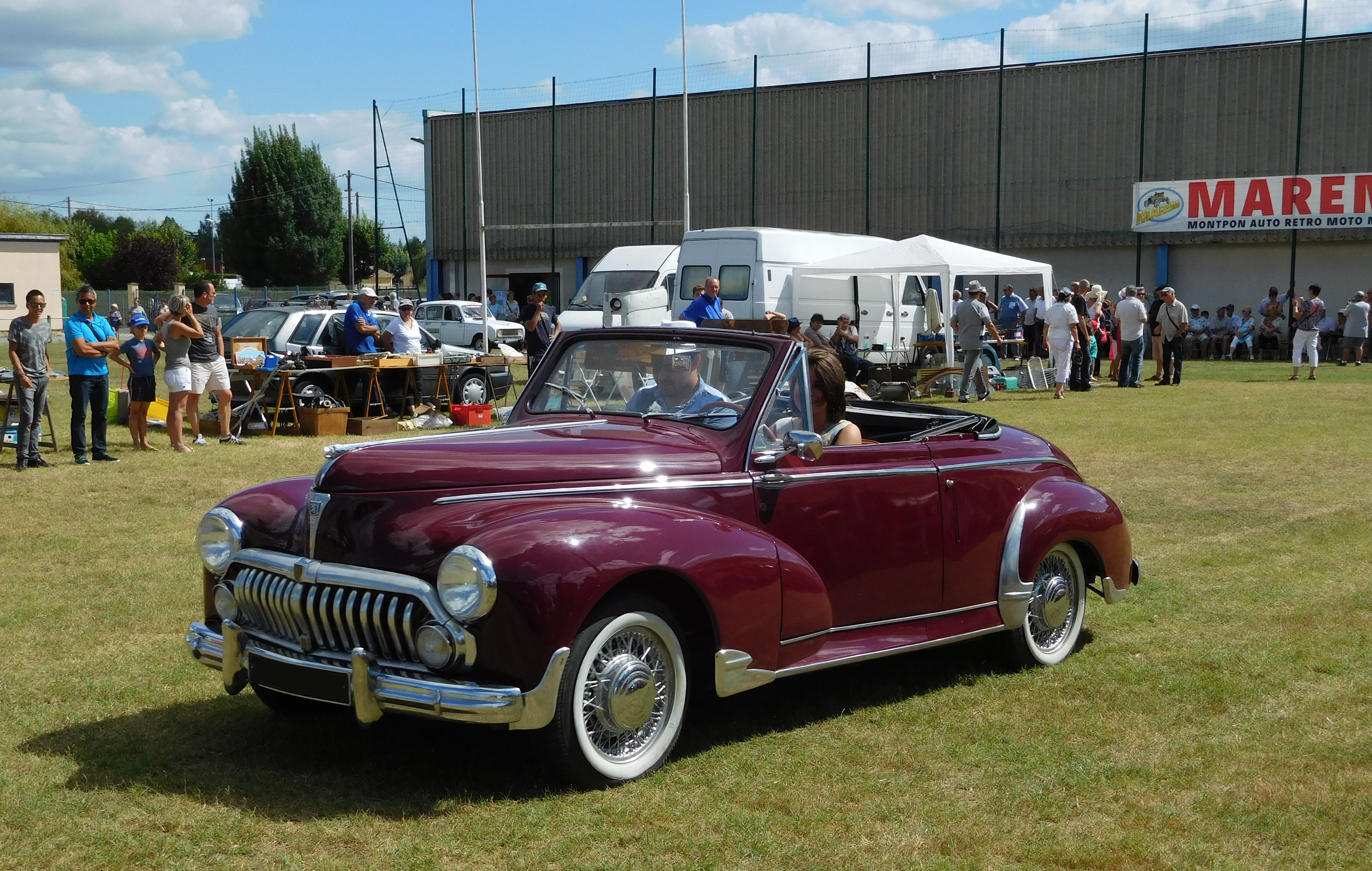
Peugeot 203 Cabriolet équipé de roues Robergel.
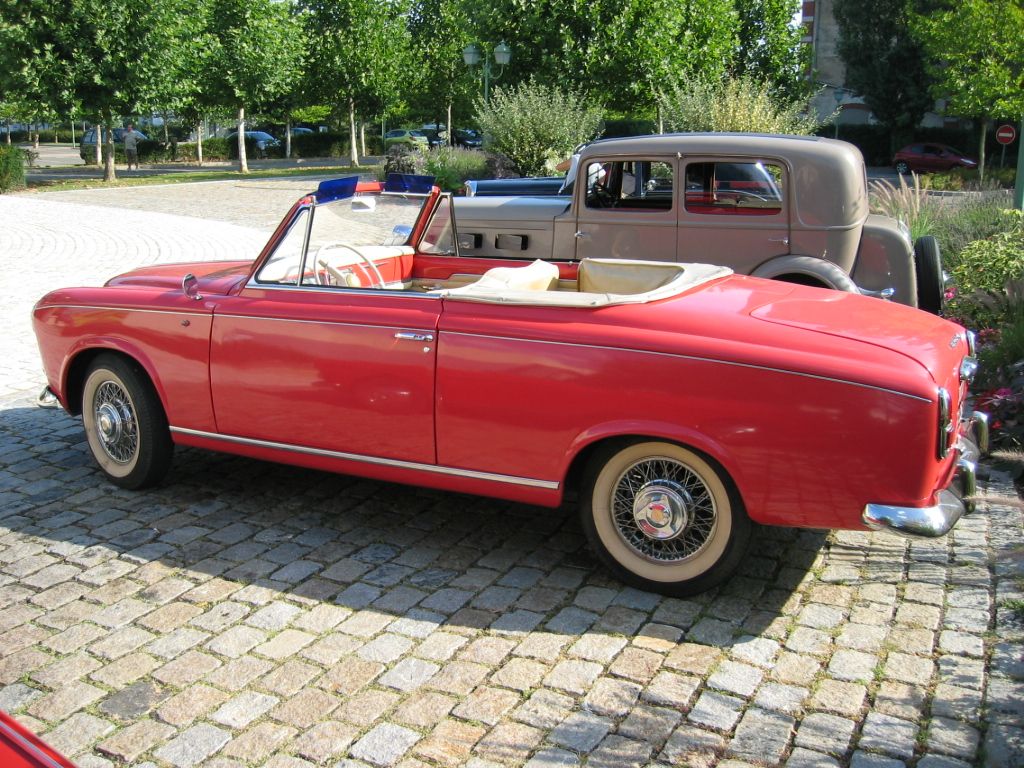
Peugeot 403 Cabriolet équipé de roues Robergel.
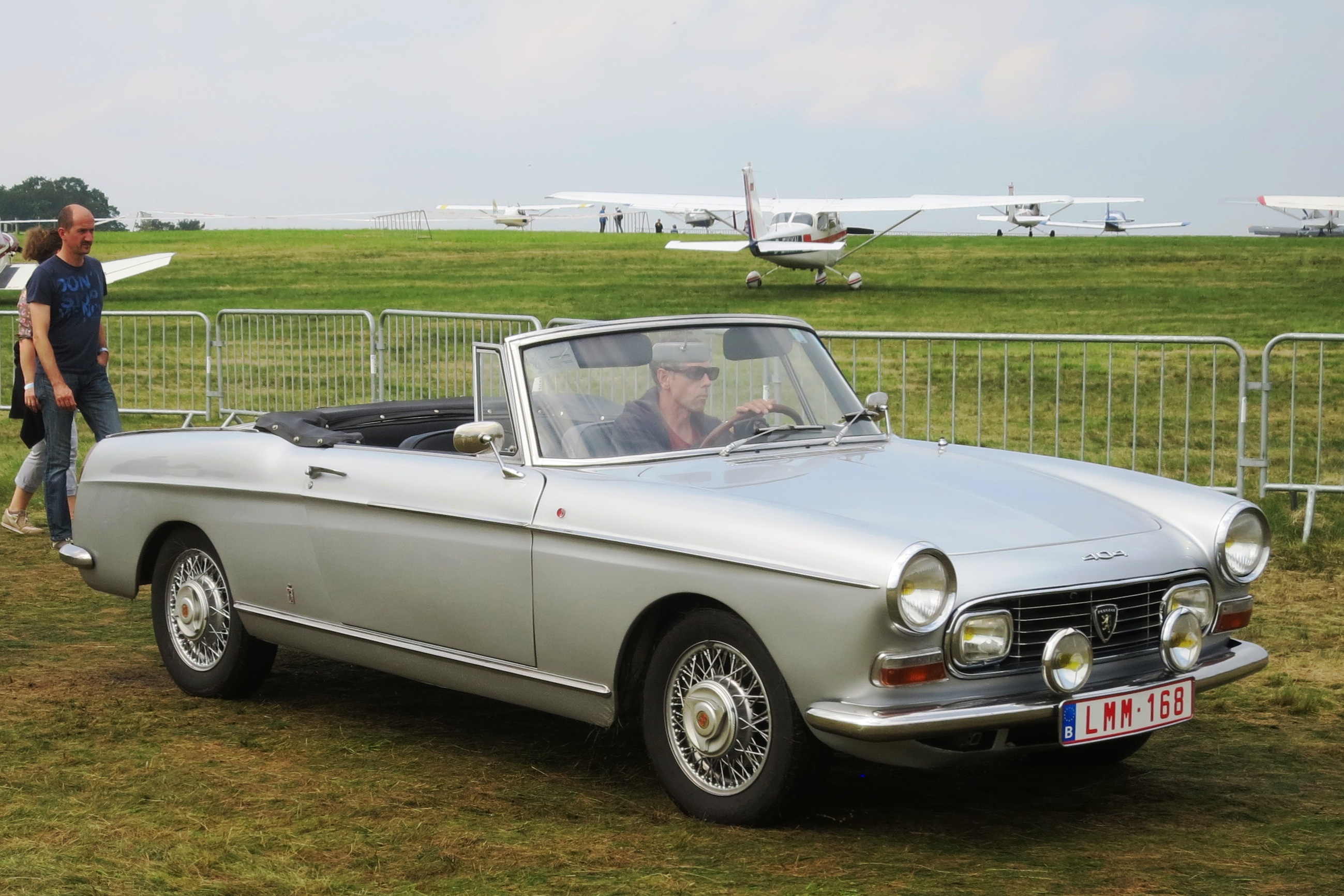
Peugeot 404 Cabriolet équipé de roues Robergel.
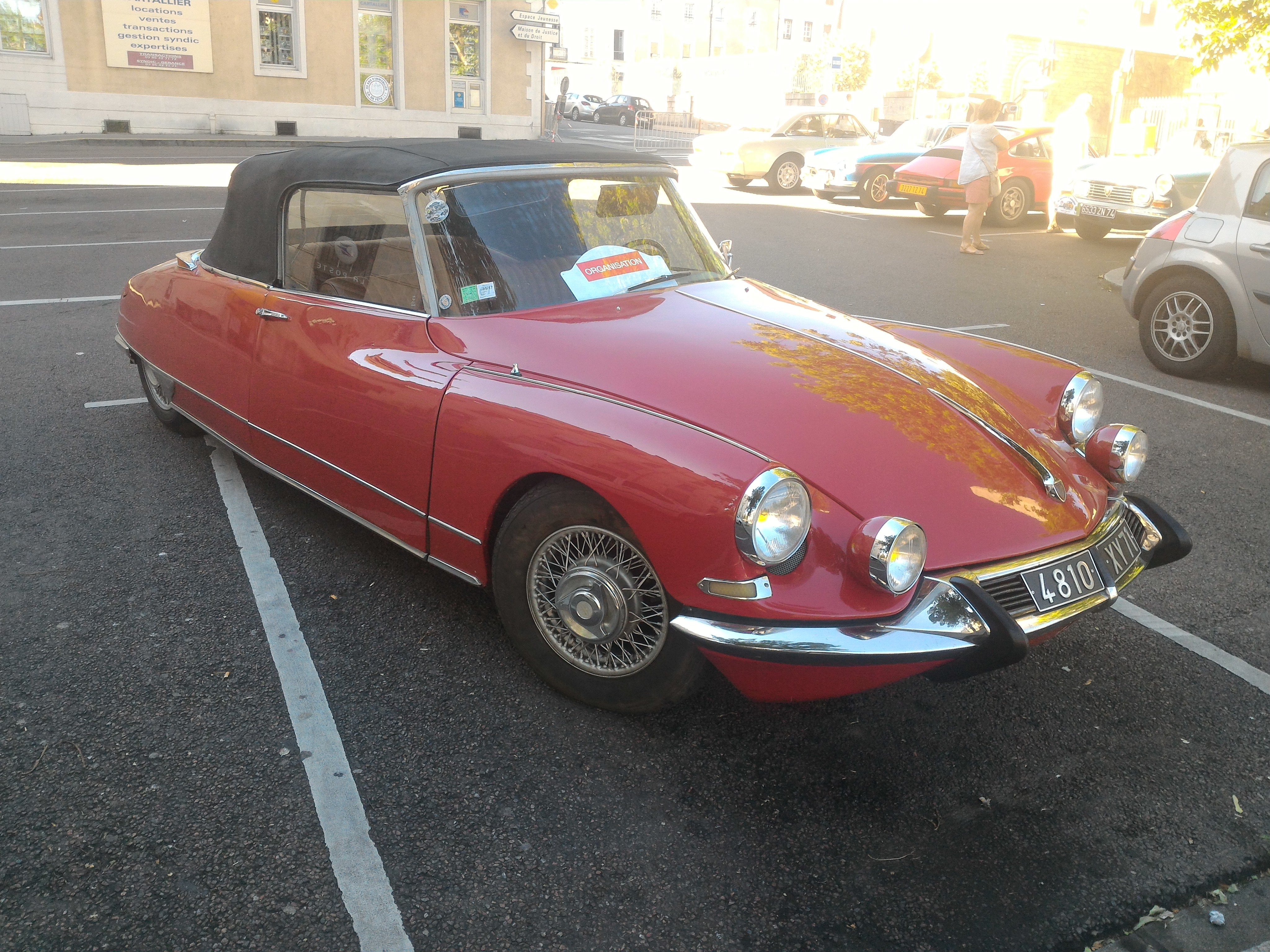
Citroën DS 21 Cabriolet équipé de roues Robergel.
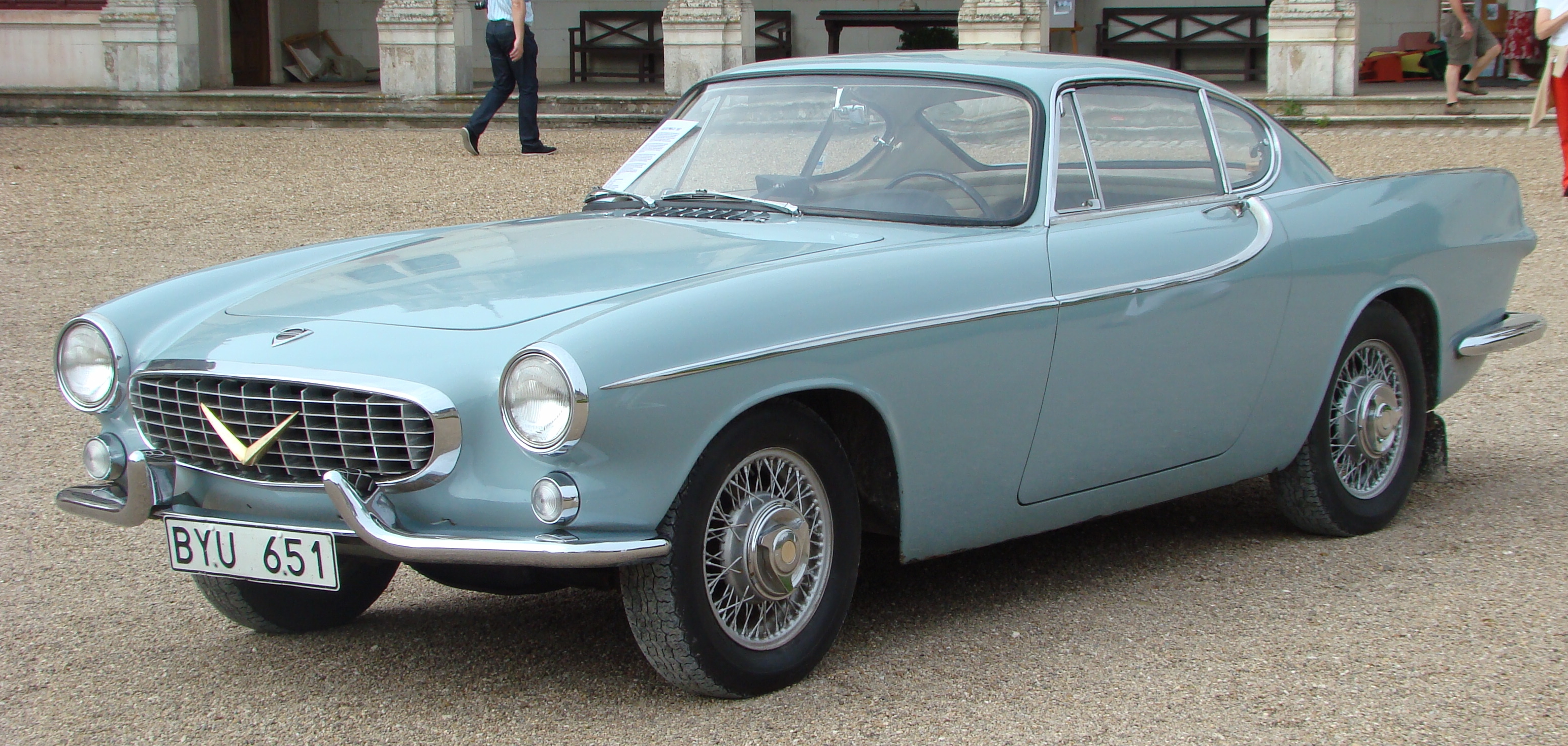
Volvo P1800 équipée de roues Robergel.
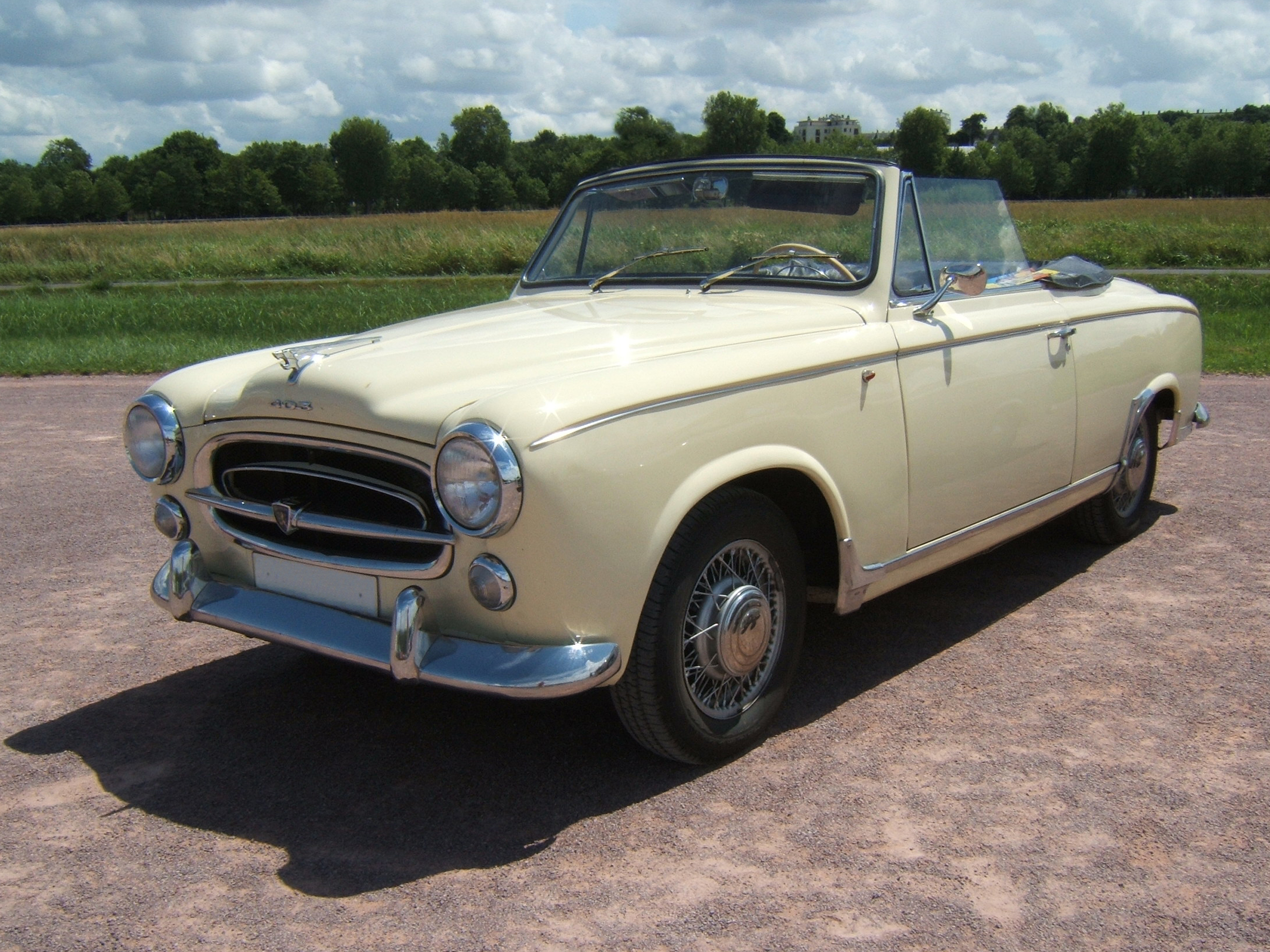
Peugeot 403 cabriolet équipée de roues Robergel.